# Ulrich Klein (Numismatiker)
Ulrich Klein (* 7. Oktober 1942 in Stuttgart) ist ein deutscher Numismatiker.
Nach einer Tätigkeit als Altphilologe an der Universität Tübingen wirkte Klein von 1981 bis 2007 als Numismatiker und Leiter des Münzkabinetts am Württembergischen Landesmuseum in Stuttgart. In der Numismatischen Kommission der Länder in der Bundesrepublik Deutschland vertrat er das Land Baden-Württemberg. 1981 bis 2012 war er Vorsitzender des Württembergischen Vereins für Münzkunde.
Klein hat mehrere Standardwerke zur Münz- und Geldgeschichte des schwäbischen Raumes verfasst. 1990 erhielt er den Otto-Paul-Wenger-Preis des Verbandes der Schweizerischen Berufsnumismatiker, 1993 zusammen mit Albert Raff für gemeinsame Publikationen den Ehrenpreis der Gesellschaft für Internationale Geldgeschichte. Zu seinem 65. Geburtstag und der Verabschiedung in den Ruhestand im Oktober 2007 widmete ihm das Württembergische Landesmuseum eine von Peter Götz Güttler geschaffene Medaille. Die unabhängige Jury der Deutschen Numismatischen Gesellschaft unter Vorsitz von Albert Raff erkannte ihm den Eligiuspreis der Gesellschaft für 2017 zu.

## Schriften (Auswahl)
- mit Albert Raff: Die Württembergischen Münzen von 1798–1873. Ein Typen-, Varianten- und Probenkatalog. Verlag der Münzen- und Medaillenhandlung, Stuttgart 1991, ISBN 3-980-27061-0.
- mit Albert Raff: Die Württembergischen Münzen von 1693–1797. Ein Typen-, Varianten- und Probenkatalog. Verlag der Münzen- und Medaillenhandlung, Stuttgart 1992, ISBN 3-980-63774-3.
- mit Albert Raff: Die Württembergischen Münzen von 1374–1693. Ein Typen-, Varianten- und Probenkatalog. Verlag der Münzen- und Medaillenhandlung, Stuttgart 1993, ISBN 3-980-63775-1.
- mit Albert Raff: Die Württembergischen Medaillen von 1496–1797 (einschließlich der Münzen und Medaillen der weiblichen Angehörigen). Verlag der Münzen- und Medaillenhandlung, Stuttgart 1995, ISBN 3-980-63776-X.
- mit Albert Raff: Die Münzen und Medaillen von Esslingen. Verlag der Münzen- und Medaillenhandlung, Stuttgart 1997, ISBN 3-980-63778-6.
- mit Albert Raff: Die württembergischen Medaillen von 1864–1933. Einschließlich der Orden und Ehrenzeichen. Verlag der Münzen- und Medaillenhandlung, Stuttgart 2010, ISBN 3-936-04702-2.
- mit Albert Raff: Die Münzen und Medaillen der württembergischen Nebenlinien (Mömpelgard, Neuenstadt, Oels und Weiltingen). Verlag der Münzen- und Medaillenhandlung, Stuttgart 2013, ISBN 3-936047-03-0.